# Santa Cruz Nundaco
Santa Cruz Nundaco es una localidad del estado mexicano de Oaxaca. Es cabecera del municipio de Santa Cruz Nundaco.

## Demografía
| Censo | Población |
| ----- | --------- |
| 1900  | 699       |
| 1910  | 652       |
| 1921  | 560       |
| 1930  | 440       |
| 1940  | 969       |
| 1950  | 1380      |
| 1960  | 1631      |
| 1970  | 870       |
| 1980  | 326       |
| 1990  | 964       |
| 1995  | 293       |
| 2000  | 237       |
| 2005  | 236       |
| 2010  | 345       |
| 2020  | 422       |